# Платина (станция)
Пла́тина — грузопассажирская станция Свердловской железной дороги на ветке Гороблагодатская — Серов. Расположена в посёлке Платина Нижнетуринского городского округа Свердловской области России.
Станция Платина была открыта в 1906 году в составе Богословской железной дороги как небольшой перевалочный пункт при одноимённом посёлке. В пределах станции однопутная линия раздваивается, обеспечивая разъезд поездов, а также от основной ветки отходит тупик. При станции есть небольшой деревянный одноэтажный вокзал постройки начала XX века с комплексом хозяйственных зданий.
Станция, располагавшаяся на ветке, соединявшей Верхотурье и Большую Выю стала важным пунктом обороны красных в Гражданскую войну. 18 ноября 1918 года белые взяли станцию Корелино и деревню Ванюшино, тогда красный Китайский батальон под руководством Жен Фучена и отряд моряков, входившие в 3-ю бригаду Сводной Уральской дивизии под руководством И. П. Вырышева  отступили и заняли оборону в районе станции Платина и села Новотуринское. К этому времени боеспособность 3-й бригады начала падать и 20 – 21 ноября белые части заняли село Новотуринское и станцию Маломальскую. 22 ноября станция Платина была взята и наступило затишье в течение которого обе стороны готовились к боям за город Кушву.
Станция используется в основном для отстаивания и разъезда грузовых и пассажирских поездов и как остановочный пункт для нужд жителей посёлка. Железнодорожная линия проходит по середине посёлка, станция находится в самом его центре. 
Платину транзитом проследуют поезда дальнего следования Пермь — Приобье и Екатеринбург — Приобье; на станции останавливаются пригородные электропоезда сообщений Нижний Тагил — Верхотурье и Нижний Тагил — Серов.